# Irena Strzemieczna

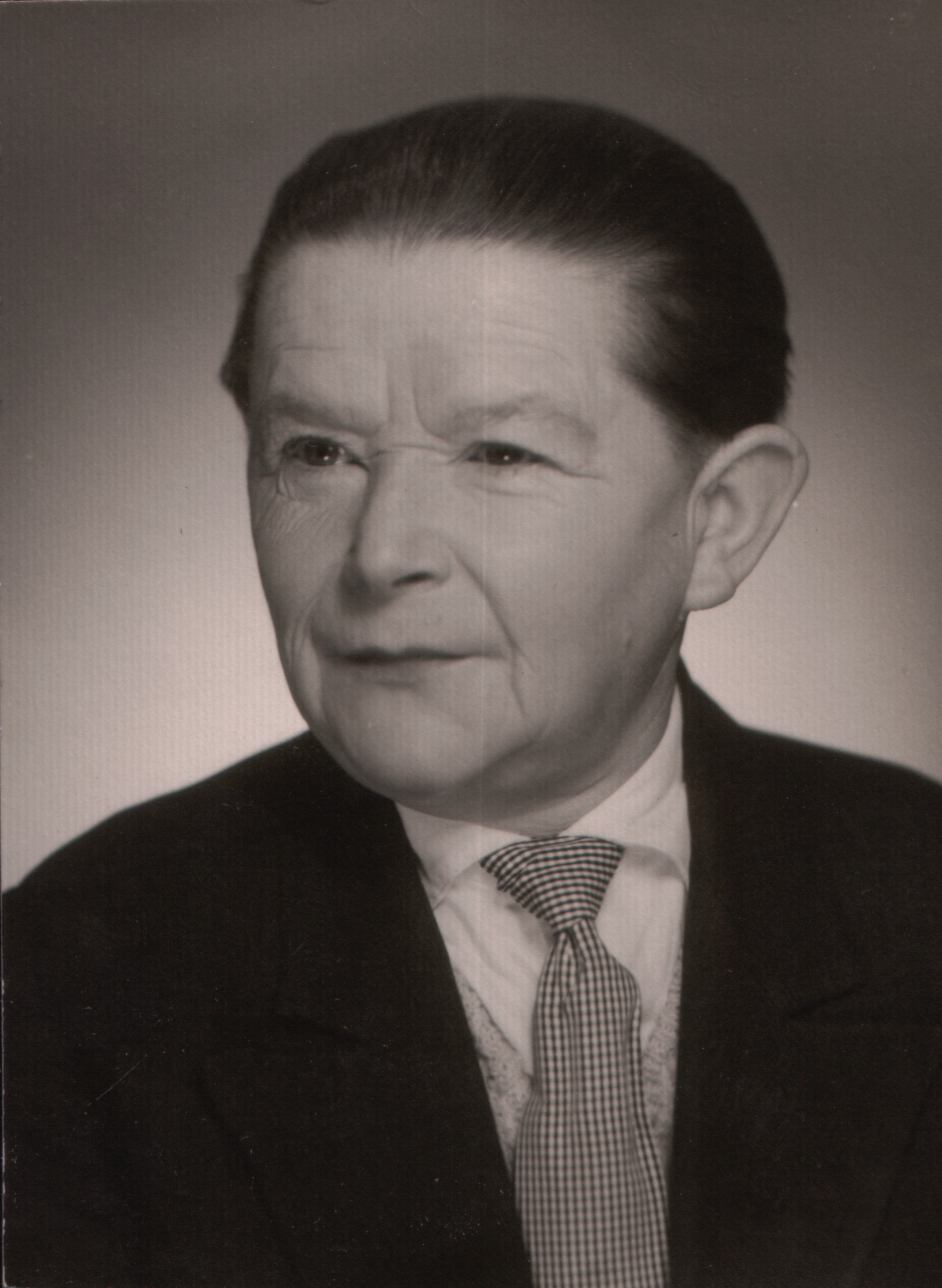
Irena Strzemieczna: Bolesław Kamiński, herec

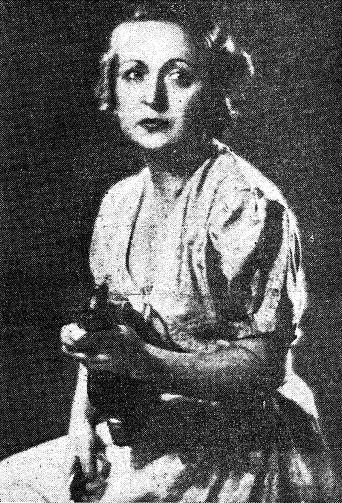
Irena Strzemieczna: Bronisława Rotsztatówna, 1947

Irena Strzemieczna (1909–1993) byla polská výtvarnice a fotografka, členka lodžského okresu Svazu polských uměleckých fotografů, spoluzakladatelka a prezidentka správní rady delegace ZPAF v Lodži, členka Polské fotografické společnosti a spoluzakladatelka lodžské pobočky PFS.

## Životopis
Irena Strzemieczna byla spojena s varšavskou fotografickou komunitou, v letech 1939–1941 vedla vlastní fotografický ateliér na Chłodné ulici ve Varšavě. Po skončení 2. světové války se usadila v Lodži, kde se aktivně podílela na práci lodžské fotografické komunity . Vedla fotografický portrétní ateliér v Piotrkowské ulici v Lodži a fotografickou dílnu v ulici Narutowicza .
Irena Strzemieczna opakovaně prezentovala svá díla na celostátních výstavách fotografie (včetně Národní výstavy moderních fotografií ve Varšavě - 1948, Národní výstavy fotografie - 1959). Zvláštní místo v její tvorbě zaujímala divadelní fotografie, věnující se převážně portrétní fotografii současných polských jevištních a filmových umělců.
V roce 1950 byla přijata za řádnou členku tehdejšího Polského svazu uměleckých fotografů (od roku 1952 Svazu polských uměleckých fotografů). V roce 1953 byla iniciátorkou a spoluzakladatelkou delegace ZPAF v Lodži. Byla také první předsedkyní správní rady delegace v Lodži. Byla členkou Polské fotografické společnosti . V roce 1952 se podílela na organizaci lodžské pobočky PTF, transformované v roce 1961 na Lodžskou fotografickou společnost, která byla kolektivním členem Federace amatérských fotografických asociací v Polsku.
Díla Ireny Strzemieczné jsou ve sbírkách Muzea fotografie v Krakově.